# Mompha meridionella
Mompha meridionella ist ein Schmetterling (Nachtfalter) aus der Familie der Fransenmotten (Momphidae). Der Name beschreibt die südliche Verbreitung der Art in Europa.

## Merkmale
Die Falter erreichen eine Flügelspannweite von 11 bis 12 Millimeter. Der Kopf ist hellgrau gesprenkelt und hat eine glänzend weiße Stirn (Frons) und einen ockerfarbenen bis grauen Scheitel (Vertex). Der Halskragen ist ockerfarben bis grau. Die Fühler sind dunkelgrau und undeutlich hell geringelt, vor allem in der basalen Hälfte. Das erste Fühlerglied ist dorsal graubraun und ventral weißlich. Die Labialpalpen sind weiß. Das erste Segment ist sehr kurz, das zweite Segment ist ebenso lang wie das dritte. Die Segmente sind ventral und an den Seiten hellgrau. Das dritte Segment hat basal einen schmalen dunkelgrauen Ring, in der Mitte einen unregelmäßigen ockerfarbenen Ring und eine schwärzliche Spitze. Thorax und Tegulae sind graubraun und hinten mit einigen hellgrauen Schuppen versehen. Die Beine sind dunkelgrau und an den Segmentenden weiß gebändert. Die Tibien sind in der Mitte und am Ende weiß gebändert. Die Tarsen sind an den Segmentenden weiß. Die Sporne sind weiß.
Die Vorderflügel sind graubraun und haben einen dunkelgrauen äußeren Bereich. Ein großer, hellgrauer Fleck befindet sich an der Flügelbasis, er ist kräftig graubraun gesprenkelt und reicht nicht bis zum Flügelinnenrand. Eine weiße, leicht schräg nach außen verlaufende Binde befindet sich vor der Flügelmitte. Sie reicht nicht bis zur Costalader, weitet sich zum Flügelinnenrand und ist vor allem in der dorsalen Hälfte stark graubraun gesprenkelt. Eine weiße, schräg nach innen verlaufende Binde befindet sich bei 3/4 der Vorderflügellänge. Sie ist in der Mitte etwas schmaler. Schwarze Striche existieren in der Analfalte, im mittleren Bereich zwischen beiden Binden und im Apikalbereich hinter der äußeren Binde. Die schwarzen Striche werden von rostbraunen Strichen oder Schuppen umrandet. Drei kleine Büschel mit leicht abstehenden Schuppen findet man in der Nähe des Flügelinnenrandes. Das erste Büschel liegt bei 1/5 der Vorderflügellänge, die beiden anderen jeweils an der Außenseite der weißen Binden. Das mittlere Büschel ist außen rostbraun umrandet. Im Apikalbereich befinden sich zwei oder drei weiße, graubraun gesprenkelte Striche und ein weißer, graubraun gesprenkelter Fleck am Flügelinnenrand. Die Fransenschuppen sind grau und an der Spitze heller. Sie haben zwei dunkle Querlinien. Die Hinterflügel sind bräunlich grau und haben graue Fransenschuppen. Das Abdomen ist dorsal grau, die Segmente sind vorn bräunlich gesprenkelt und haben hinten ein hellgraues Band. Ventral haben die Segmente hinten breite, glänzend weiße Bänder. Das Afterbüschel ist weiß und bräunlich durchmischt. 
Bei den Männchen ist der Uncus schlank. Er weitet sich distal und hat eine kleine hakenförmige Spitze. Der Cucullus ist an der Basis breit, verengt sich leicht im mittleren Teil und verbreitert sich dann zu einer abgerundeten Spitze. Der Sacculus verjüngt sich abrupt zu einer stumpfen Spitze, die mit zwei Zähnen besetzt ist. Der Gnathos ist breit und distal abgeflacht. Die Anellus-Lappen sind klein und gerundet und an der Spitze beborstet. Der Aedeagus ist mit einem langen Cornutus und einer Gruppe von fünf kurzen und kräftigen Cornuti versehen. Mompha meridionella unterscheidet sich von Mompha sturnipennella durch die mehr parallel verlaufenden Seiten des Cucullus, die breite und sich abrupt verjüngende Spitze des Sacculus und das Fehlen einer Gruppe schlanker Cornuti.
Bei den Weibchen besteht die Lamella antevaginalis aus zwei keilförmigen Skleriten und einer dazwischen liegenden sehr großen birnenförmigen Sklerotisierung. Der Sinus vaginalis ist groß und becherförmig. Der Ductus bursae ist kurz und nahezu vollständig mit einer großen sklerotisierten Platte versehen. Das Corpus bursae ist vorn verengt und hat in der Mitte der hinteren Hälfte eine tiefe Einkerbung. Diese Einkerbung ist von einigen mit Zähnen besetzten Flecken und zwei sichelförmigen Signa umgeben. Die große, birnenförmige Sklerotisierung der Lamella antevaginalis, die stark sklerotisierte Platte des Ductus bursae und die tiefe Einkerbung in der Mitte des Ductus bursae sind für die Art charakteristisch.

### Ähnliche Arten
Mompha meridionella ist eng mit Mompha sturnipennella verwandt und unterscheidet sich durch die mehr bräunlich graue Färbung und die kräftigere rostbraune Linierung der schwarzen Striche auf den Vorderflügeln.

## Verbreitung
Mompha meridionella kommt im Norden des Kaukasus und in Griechenland vor.

## Biologie
Die Nahrungspflanzen der Raupen sind nicht bekannt. Es wird vermutet, dass die Raupen beim Fressen Pflanzengallen an Weidenröschenarten (Epilobium) hervorrufen. Falter wurden im Kaukasus Ende Mai und in Griechenland Ende Juli gefangen.